# 塞拉国家森林
塞拉国家森林（英語：Sierra National Forest）是美国一座国家森林，位于加利福尼亚州境内、內華達山脈中部的西坡上。该森林最出名的是其山景，以及充沛的自然资源。森林的管理办公室位处克洛维斯。此外，该森林内部也设有区域美国国家公园巡逻站，分别位于北福克 (加利福尼亞州)和普拉瑟 (加利福尼亞州)两地。